# 蘇菲亞·蘿西
蘇菲亞·蘿西（英語：Sophia Rossi，1977年9月22日—）是一位美國女前色情演員、模特兒和舞蹈家。

## 早期生活
蘿西出生於內華達州的拉斯維加斯。15歲時，她便開始了她的模特兒生涯；17歲時，蘿西曾前往日本擴大自己的模特兒事業。
她有兩個女兒，2003年她與丈夫離婚。

## 職業生涯
蘿西於2006年進入成人業，並曾隆過胸。她曾出現在2005年10月版的《閣樓》，以及2005年12月版的《好色客》中。
據一些業內人士透露，她被認為是從成人業退休。至今，她擁有一間紐波特海灘瑜伽工作室。

## 作品列表

### 電影
- 2010 《PinUp Perversions with Sophia Rossi》
- 2008 《Brea's Private Lies 2》
- 2008 《Family Jewels》
- 2008 《Flesh Agenda》
- 2008 《Sophia Illustrated》
- 2007 《Jenna Loves Justin Again》
- 2007 《Rossi's Revenge》
- 2007 《Sophia's Private Lies》
- 2007 《Sophia Royale》
- 2006 《Jenna's Provocateur》
- 2006 《Sophia Syndrome》
- 2006 《Bachelor Party Vegas》
- 2006 《Sophia Revealed》

### 電視劇
- 2007 《Penn & Teller: Bullshit!》
- 2008 《2008年AVN成人電影獎：紅毯秀》

## 圖集

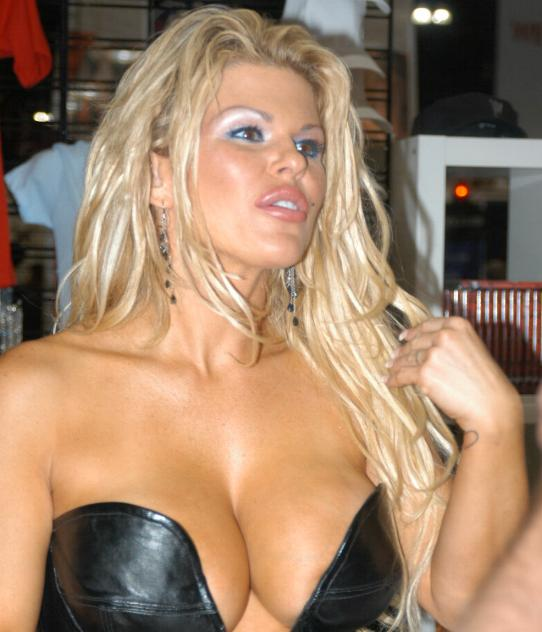
蘿西於2006年在洛杉磯
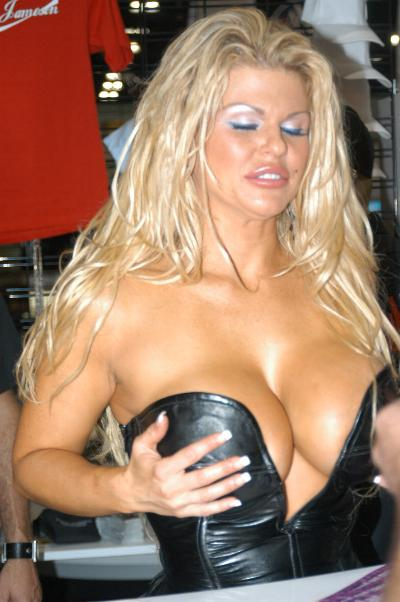
蘿西於2006年在洛杉磯
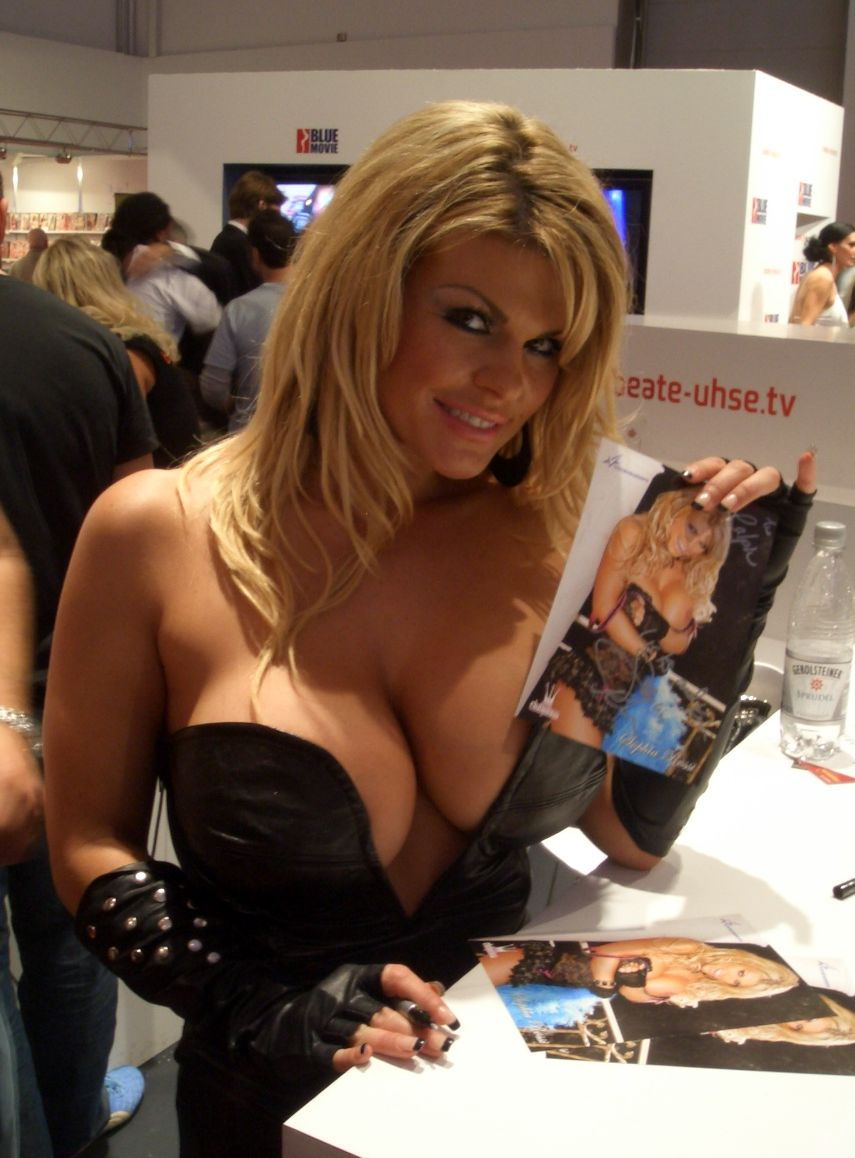
蘿西於2006年在柏林
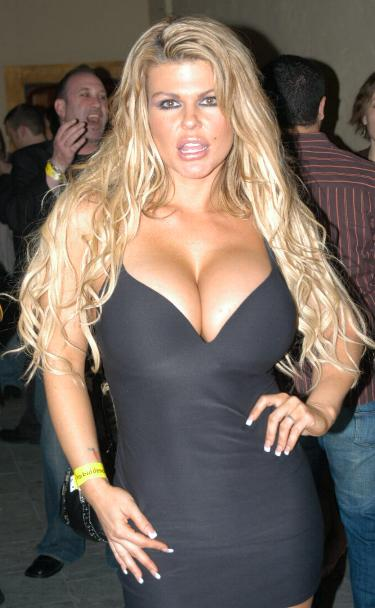
蘿西於2007年的XRCO獎

## 外部連結
- 蘇菲亞·蘿西在互联网电影资料库（IMDb）上的資料（英文）
- Sophia Rossi在網際網路成人電影資料庫
- 成人電影資料庫上Sophia Rossi的资料（英文）